# Zamiaceae
Famille
La famille des Zamiaceae comprend environ 238 espèces appartenant à 9 ou 10 genres selon les auteurs.
Géographiquement, ils sont très diversifiés et répandus dans les régions tropicales et tempérées chaudes de l'Afrique, l'Australie et jusqu'en Amérique du Sud.
Les Zamiaceae sont vivaces, à feuilles persistantes, et dioïque. Leurs feuilles sont tout simplement pennées, opposées, et entrecoupée de cataphylles. Avec des racines coralloïdes, comme tous les Cycadales.
Comme tous les cycadales, les membres de la famille des Zamiaceae sont toxiques et produisent des glycosides toxiques appelés cycasines.

## Étymologie
Le nom vient du genre type Zamia, dérivé du latin nuces zamiae, selon la traduction de Pline l'Ancien ; il s'agit d'une transcription erronée de l'expression nuces azaniae, faisant référence aux pignons de pin, probablement du grec classique αζάινειν / azainein, sécher.

## Genres

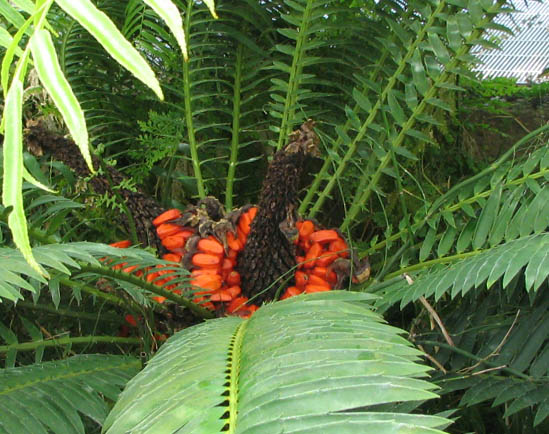

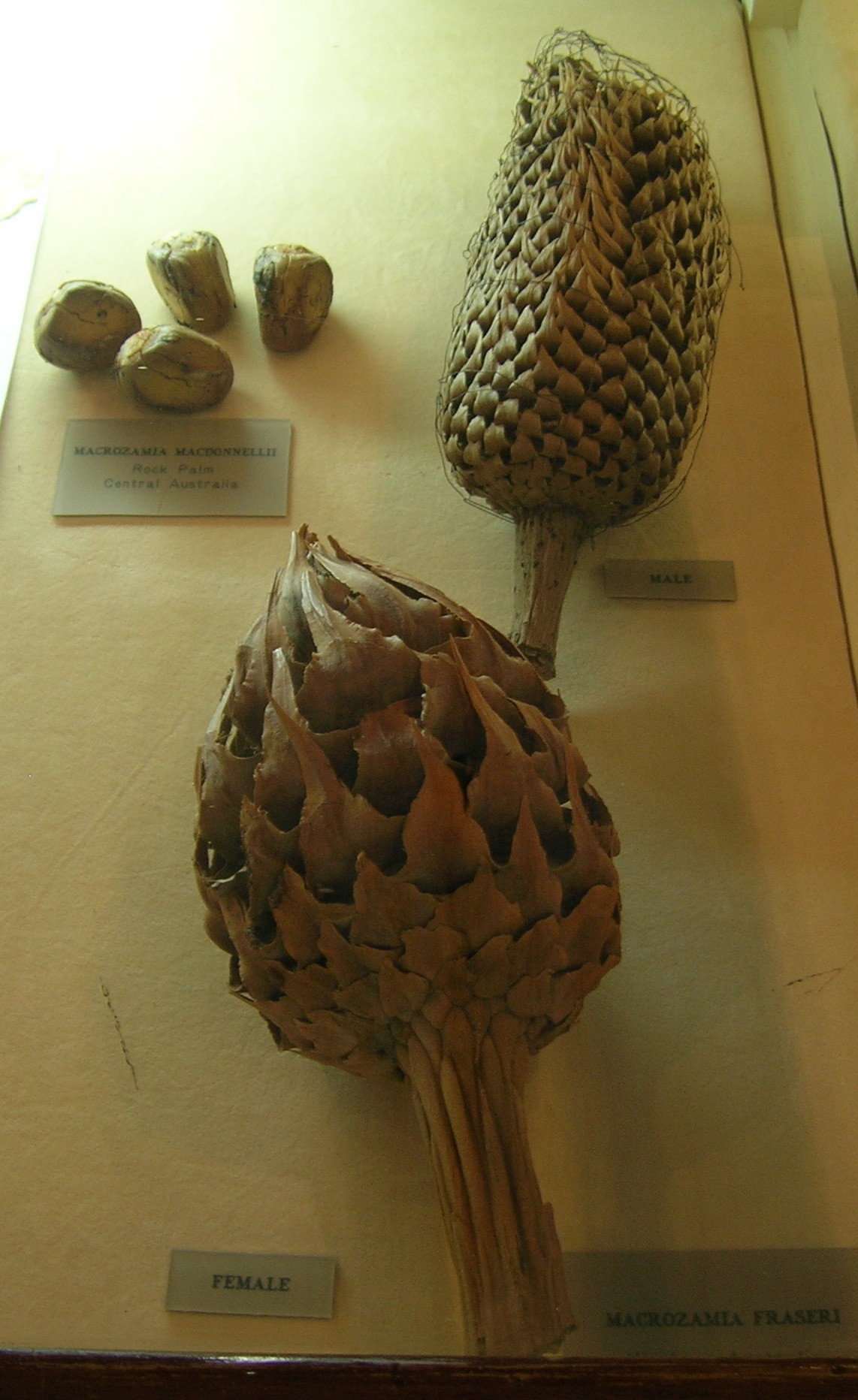

- Bowenia (2 espèces)
- Ceratozamia (27 espèces)
- Dioon (14 espèces)
- Encephalartos (66 espèces)
- Lepidozamia (en) (2 espèces)
- Macrozamia (42 espèces)
- Microcycas (1 espèce)
- Stangeria (1 espèce)
- Zamia (76 espèces)[2]
- †Eostangeria[3] (3 espèces, Cénozoïque, Europe, Amérique du Nord)
- †Eobowenia (1 espèce, Crétacé inférieur, Argentine)[4]
- †Wintucycas (2 espèces, Crétacé supérieur-Paléocène, Argentine)[5]
- †Restrepophyllum (1 espèce, Crétacé inférieur, Argentine)
- †Skyttegaardia (2 espèces Crétacé inférieur, Danemark, Crétacé supérieur, États-Unis)[6]

L'analyse phylogénétique a montré que l'ancienne famille des Stangeriaceae (qui comprenait Bowenia et Stangeria) était imbriquée au sein des Zamiaceae.
La famille a commencé à se diversifier au Crétacé,.
|  | Macrozamia                                                    |
|  |                                                               |
|  | \| \| Lepidozamia \| \| \| \| \| \| Encephalartos \| \| \| \| |
|  |                                                               |
|  | Lepidozamia                                                   |
|  |                                                               |
|  | Encephalartos                                                 |
|  |                                                               |

|  | Lepidozamia   |
|  |               |
|  | Encephalartos |
|  |               |

|  | Ceratozamia |
|  |             |
|  | Stangeria   |
|  |             |

|  | Zamia      |
|  |            |
|  | Microcycas |
|  |            |

|  | Ceratozamia |
|  |             |
|  | Stangeria   |
|  |             |

|  | Zamia      |
|  |            |
|  | Microcycas |
|  |            |

|  | Ceratozamia |
|  |             |
|  | Stangeria   |
|  |             |

|  | Zamia      |
|  |            |
|  | Microcycas |
|  |            |

|  | Ceratozamia |
|  |             |
|  | Stangeria   |
|  |             |

|  | Zamia      |
|  |            |
|  | Microcycas |
|  |            |

|  | Macrozamia                                                    |
|  |                                                               |
|  | \| \| Lepidozamia \| \| \| \| \| \| Encephalartos \| \| \| \| |
|  |                                                               |
|  | Lepidozamia                                                   |
|  |                                                               |
|  | Encephalartos                                                 |
|  |                                                               |

|  | Lepidozamia   |
|  |               |
|  | Encephalartos |
|  |               |

|  | Ceratozamia |
|  |             |
|  | Stangeria   |
|  |             |

|  | Zamia      |
|  |            |
|  | Microcycas |
|  |            |

|  | Ceratozamia |
|  |             |
|  | Stangeria   |
|  |             |

|  | Zamia      |
|  |            |
|  | Microcycas |
|  |            |

|  | Ceratozamia |
|  |             |
|  | Stangeria   |
|  |             |

|  | Zamia      |
|  |            |
|  | Microcycas |
|  |            |

|  | Ceratozamia |
|  |             |
|  | Stangeria   |
|  |             |

|  | Zamia      |
|  |            |
|  | Microcycas |
|  |            |

|  | Macrozamia                                                    |
|  |                                                               |
|  | \| \| Lepidozamia \| \| \| \| \| \| Encephalartos \| \| \| \| |
|  |                                                               |
|  | Lepidozamia                                                   |
|  |                                                               |
|  | Encephalartos                                                 |
|  |                                                               |

|  | Lepidozamia   |
|  |               |
|  | Encephalartos |
|  |               |

|  | Ceratozamia |
|  |             |
|  | Stangeria   |
|  |             |

|  | Zamia      |
|  |            |
|  | Microcycas |
|  |            |

|  | Ceratozamia |
|  |             |
|  | Stangeria   |
|  |             |

|  | Zamia      |
|  |            |
|  | Microcycas |
|  |            |

|  | Ceratozamia |
|  |             |
|  | Stangeria   |
|  |             |

|  | Zamia      |
|  |            |
|  | Microcycas |
|  |            |

|  | Ceratozamia |
|  |             |
|  | Stangeria   |
|  |             |

|  | Zamia      |
|  |            |
|  | Microcycas |
|  |            |

|  | Macrozamia                                                    |
|  |                                                               |
|  | \| \| Lepidozamia \| \| \| \| \| \| Encephalartos \| \| \| \| |
|  |                                                               |
|  | Lepidozamia                                                   |
|  |                                                               |
|  | Encephalartos                                                 |
|  |                                                               |

|  | Lepidozamia   |
|  |               |
|  | Encephalartos |
|  |               |

|  | Ceratozamia |
|  |             |
|  | Stangeria   |
|  |             |

|  | Zamia      |
|  |            |
|  | Microcycas |
|  |            |

|  | Ceratozamia |
|  |             |
|  | Stangeria   |
|  |             |

|  | Zamia      |
|  |            |
|  | Microcycas |
|  |            |

|  | Ceratozamia |
|  |             |
|  | Stangeria   |
|  |             |

|  | Zamia      |
|  |            |
|  | Microcycas |
|  |            |

|  | Ceratozamia |
|  |             |
|  | Stangeria   |
|  |             |

|  | Zamia      |
|  |            |
|  | Microcycas |
|  |            |

## Galerie

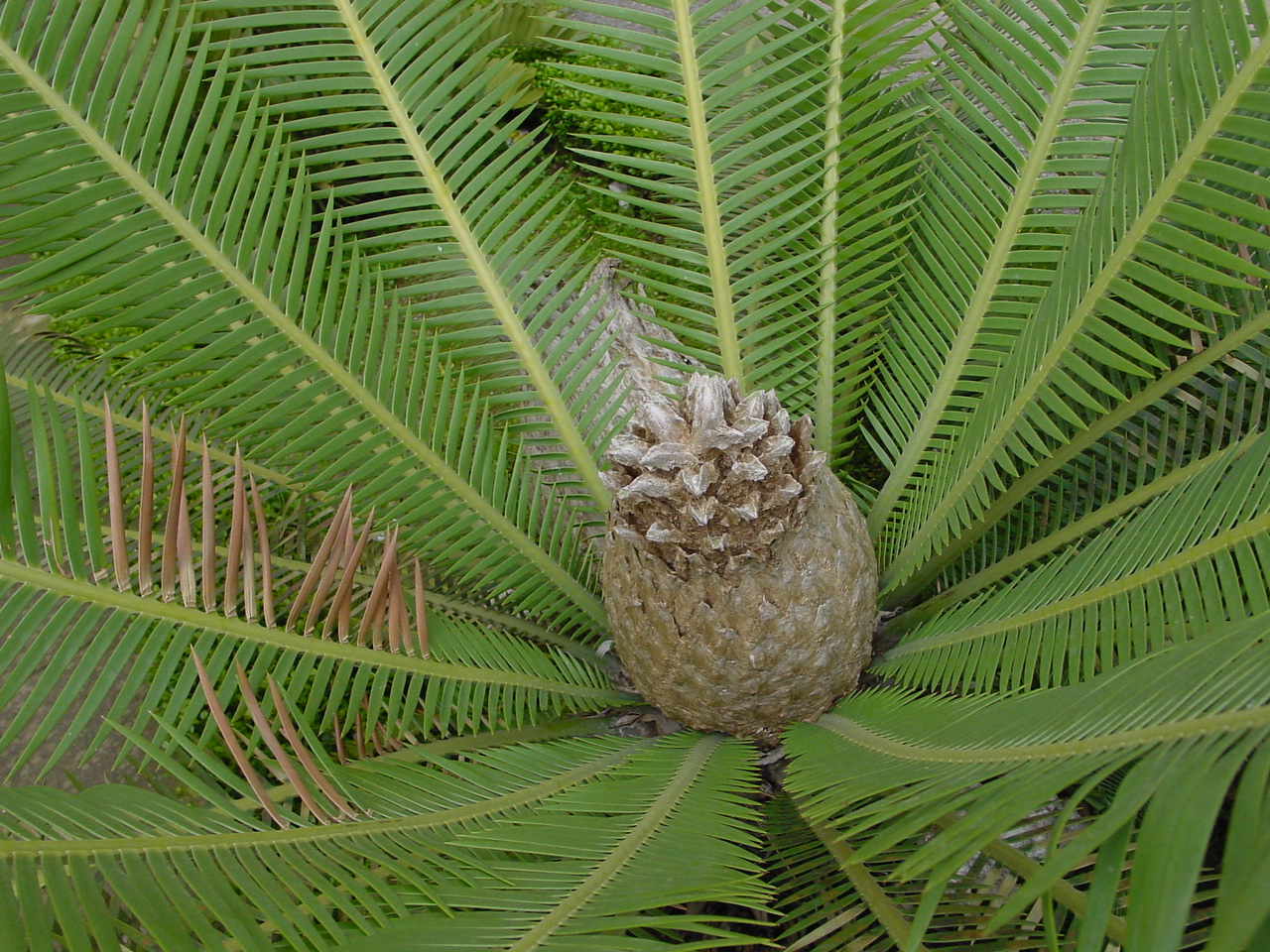
Dioon edule
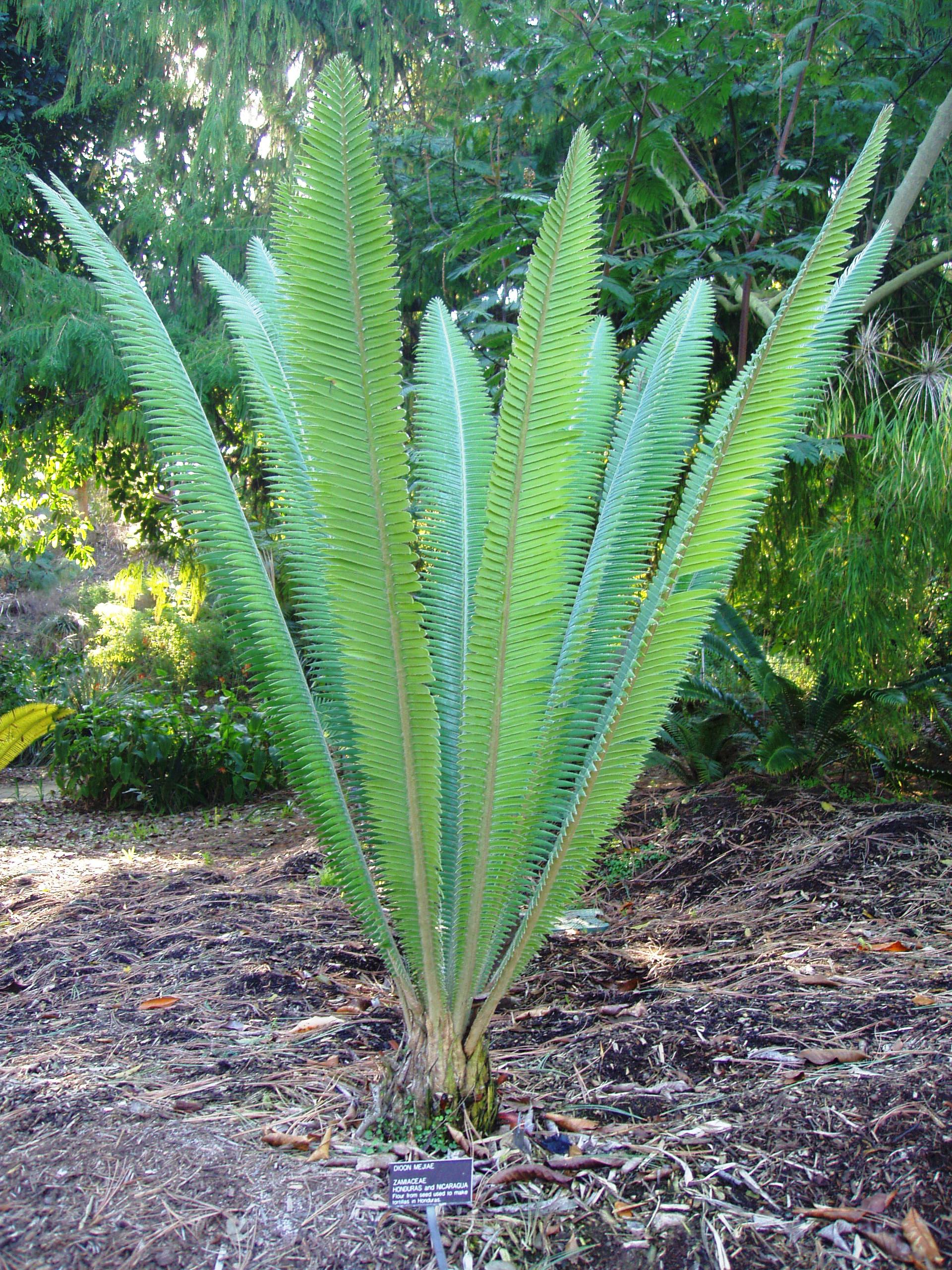
Dioon mejiae
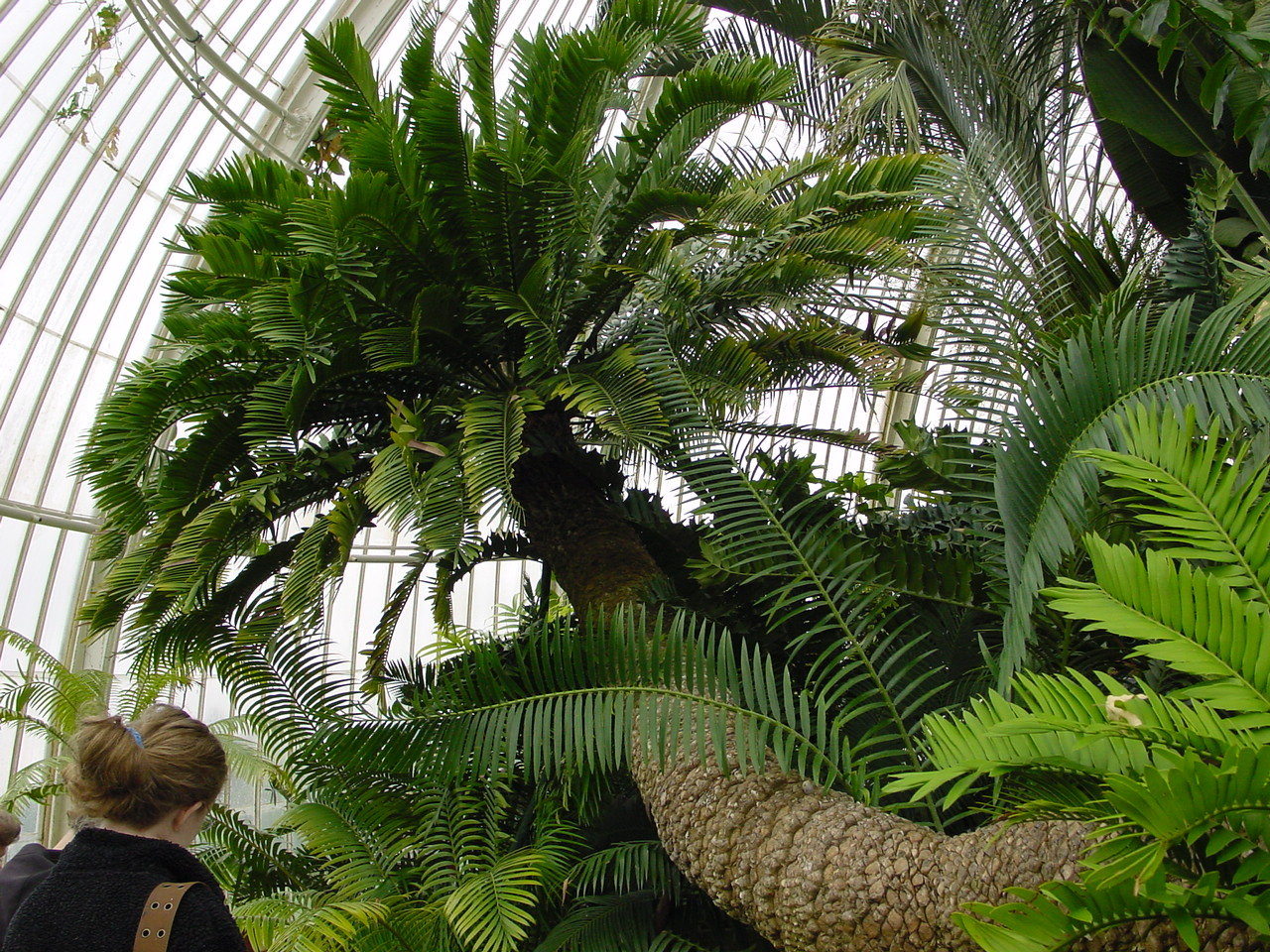
Encephalartos altensteinii
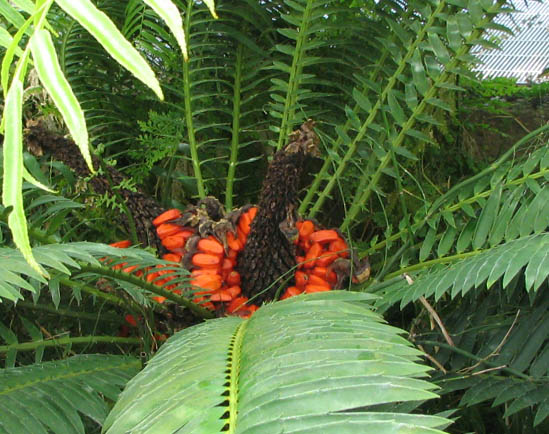
Encephalartos lebomboensis
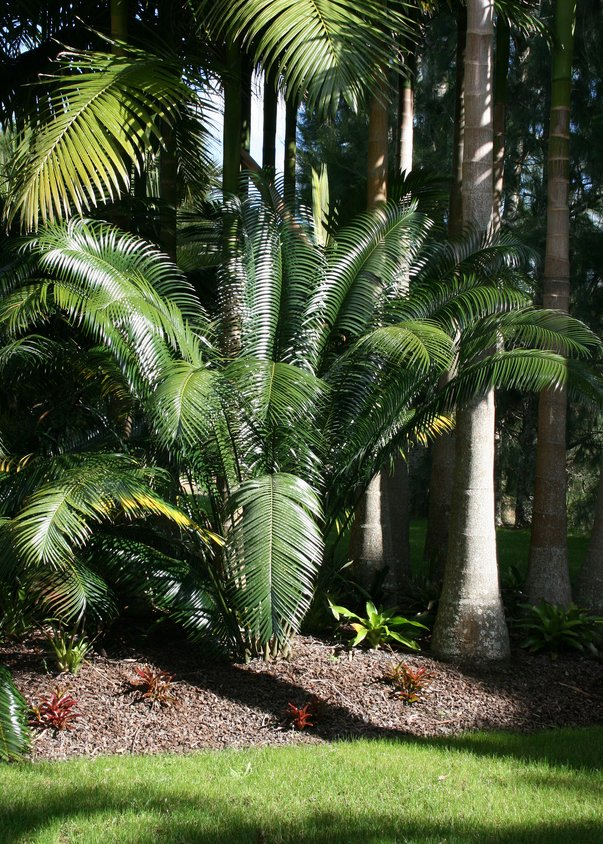
Lepidozamia peroffskyana
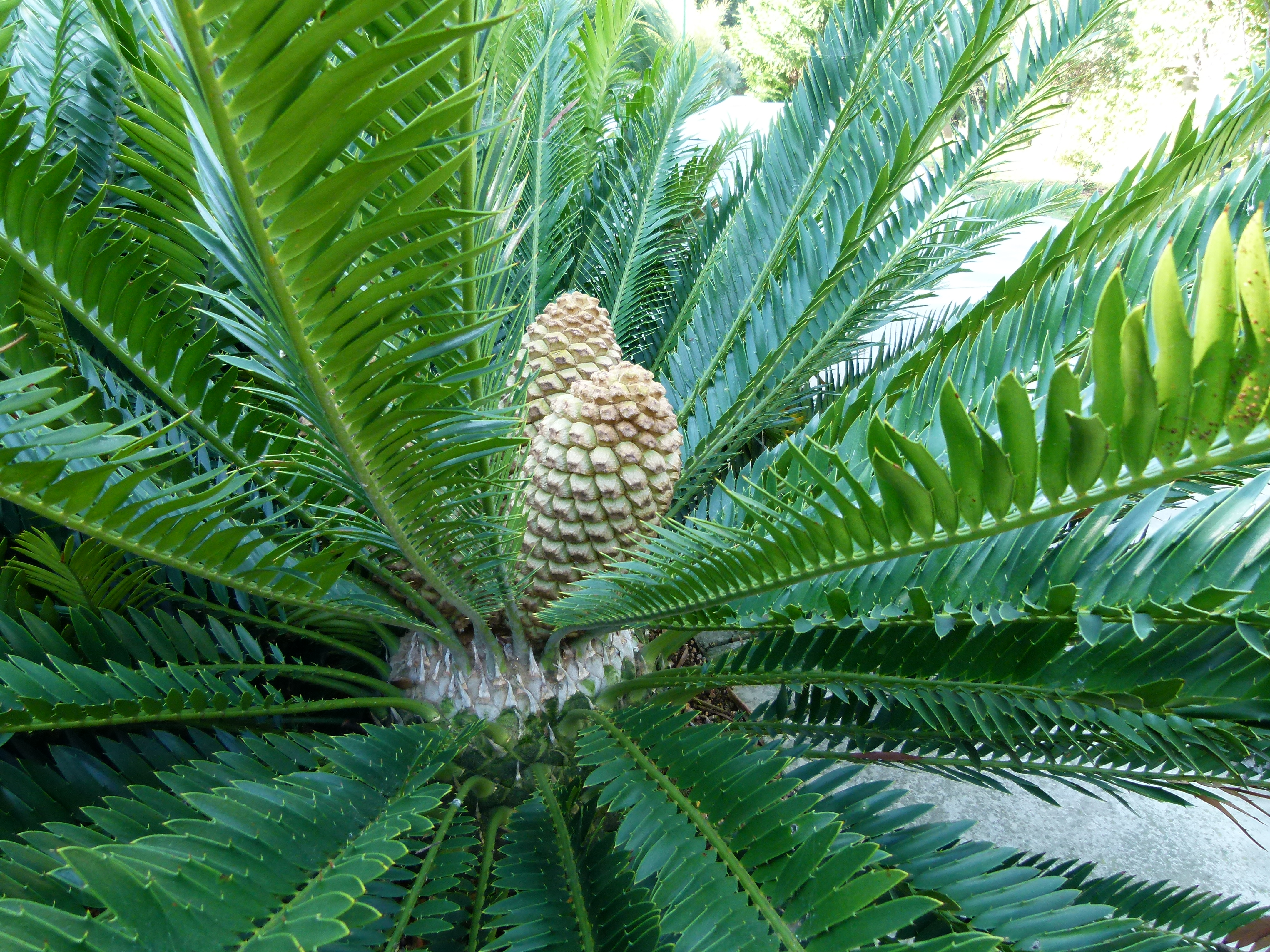
Macrozamia moorei
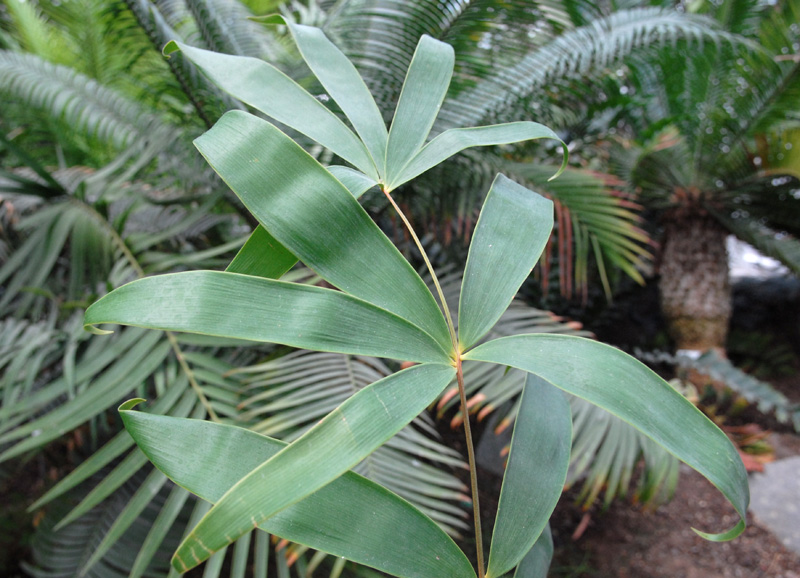
Ceratozamia hildae
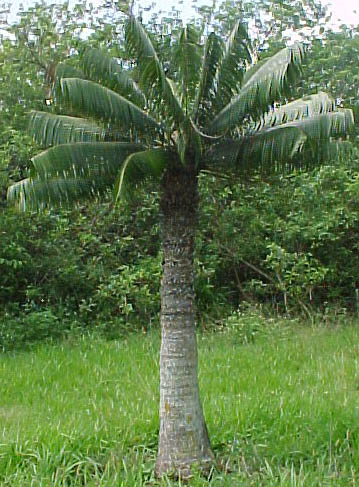
Microcycas calocoma
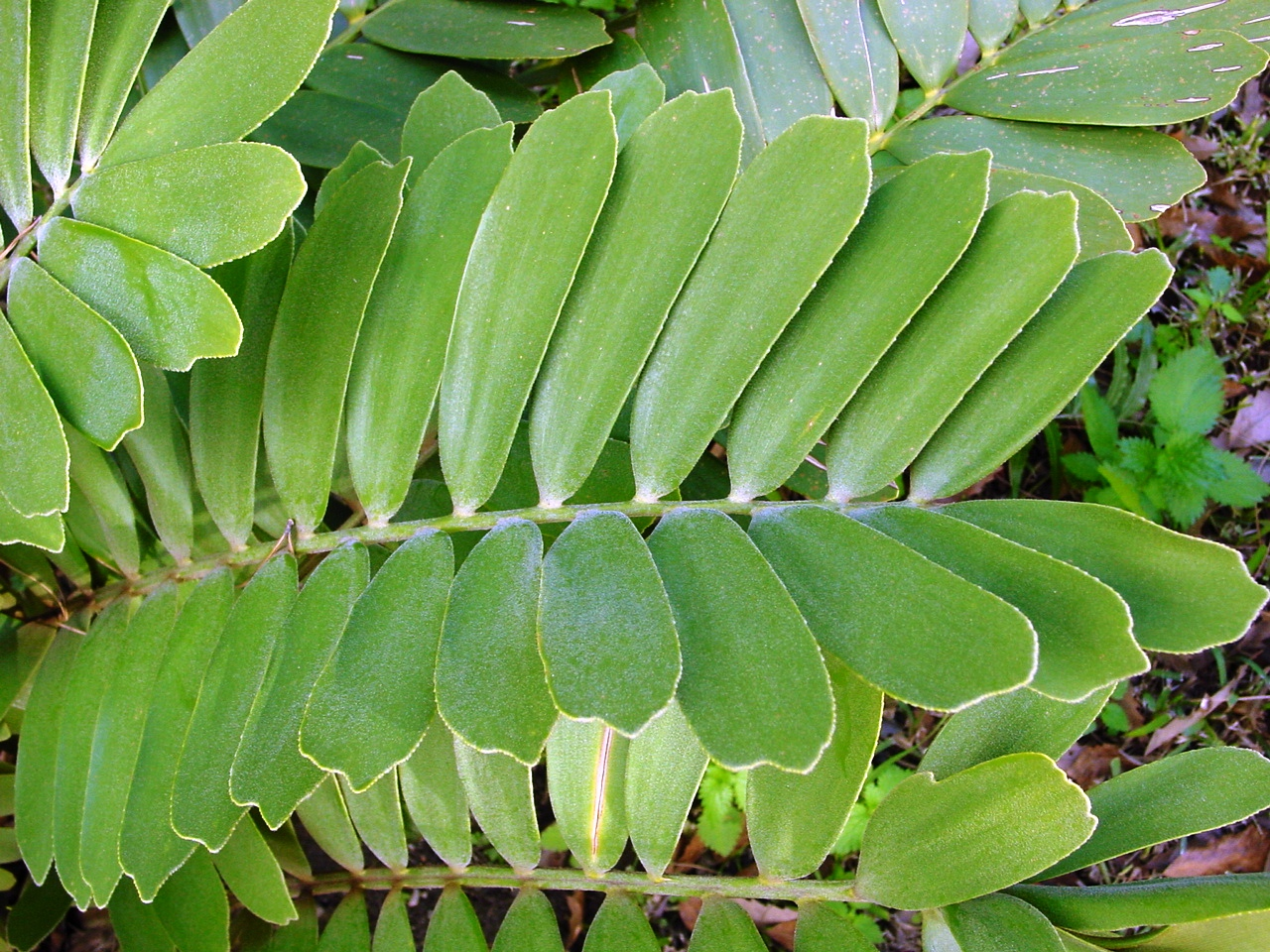
Zamia furfuracea